# Kōtarō Matsushima
Kōtarō Munyaradzi Matsushima (松島 幸太朗?, Matsushima Kōtarō; Pretoria, 26 febbraio 1993) è un rugbista a 15 nippo-sudafricano che rappresenta il Giappone a livello internazionale.
Può giocare nei ruoli di estremo e tre quarti ala.
Milita nel Clermont in Top 14.

## Biografia
Nato in Sudafrica da madre giapponese e padre zimbabwese, compì in Giappone, a Kanagawa, gli studi fino al diploma superiore.
Fu di nuovo in Sudafrica nel 2012 nelle giovanili del Natal Sharks, con cui debuttò professionalmente in Vodacom Cup.
Dopo un biennio nel Paese natìo, fu di nuovo in Giappone nel 2014 al Sungoliath, militante in Top League; le sue prestazioni gli valsero la messa sotto contratto da parte degli australiani Waratahs per la stagione di Super Rugby 2015, torneo nel quale non fu tuttavia mai utilizzato.
Benché di proprietà di Suntory disputò lo Shute Shield 2015-16 in prestito all'Eastern Suburbs; l'anno successivo fu al Rebels in Super Rugby.
I Super Rugby 2017 e 2018 lo videro invece impegnato in casa, nella neonata franchise giapponese dei Sunwolves.
Con Suntory vinse due volte consecutive, tra il 2017 e il 2018, la Top League.
Idoneo a giocare per due federazioni, declinò al tempo della permanenza nel Natal la convocazione nell'U-20 sudafricana.
Debuttò con il Giappone segnando due mete contro le Filippine nella prima giornata dell'Asian Five Nations 2014, torneo poi conquistato dalla nazionale nipponica.
Dopo aver giocato nella Pacific Nations Cup 2015 e in numerosi incontri preparatori, fu convocato dal commissario tecnico Eddie Jones per la Coppa del Mondo di rugby 2015.
Disputò tutti gli incontri della fase a gironi del torneo iridato, marcando anche una meta contro l'Uruguay.
Successivamente fu una presenza costante in tutte le annate internazionali dei nipponici, prendendo parte a numerosi test-match. Nell'estate 2019 giocò e vinse la World Rugby Pacific Nations Cup 2019 e, al termine della competizione, fu annunciata la sua presenza nella squadra giapponese selezionata da Jamie Joseph per la Coppa del Mondo di rugby 2019.

## Palmarès
- Rugby: Top League
Suntory Sungoliath: 2016-17, 2017-18
- Campionati asiatici : 1
Giappone: 2014
- Pacific Nations Cup : 1
Giappone: 2019